# Blödning (måleri)
Blödning är inom måleriet en missfärgning av ytan genom att pigment eller färgämnen vandrar upp från underliggande material eller färgskikt.